# Botourmiaviridae
Classe
Ordre
Famille
Genres de rang inférieur
- Botoulivirus
- Magoulivirus
- Ourmiavirus
- Scleroulivirus

Les Botourmiaviridae sont une famille de virus, la seule de l’ordre des Ourlivirales et de la classe des Miaviricetes.

## Liste des genres
Selon ICTV (5 février 2021) :
- Botoulivirus
- Magoulivirus
- Ourmiavirus
- Scleroulivirus